# Четверта влада

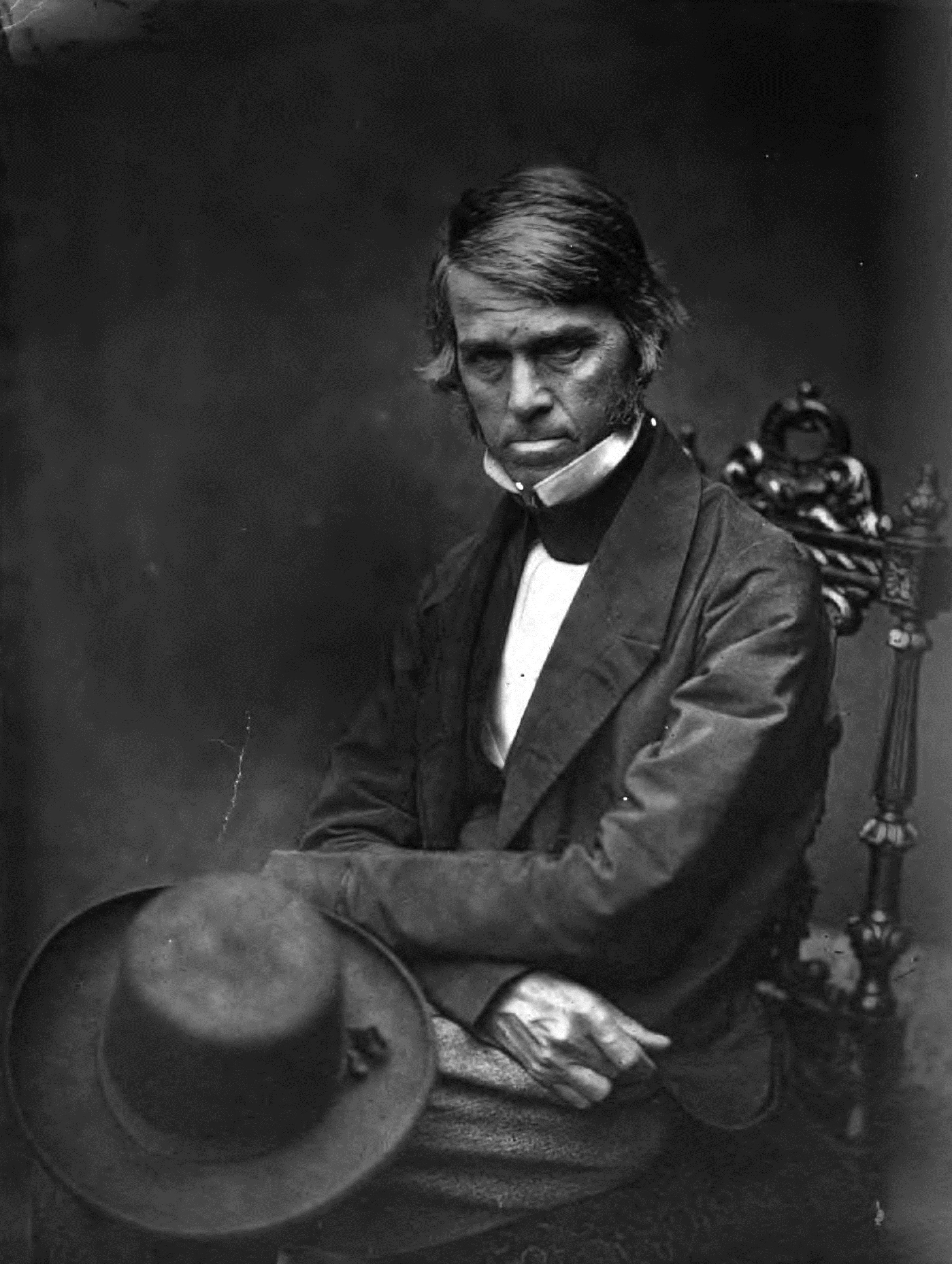
Томас Карлайл

Четве́рта вла́да (англ. Fourth Estate) — словосполучення, яким визначають пресу та її вплив у соціумі. Стверджується, що:

Журналісти володіють великою владою в суспільстві, і усвідомлення цієї влади повинно поєднуватися із скромністю і почуттям обов'язку перед читачем. У всі часи вони домагалися визнання завдяки високому рівню точності та неупередженості, а також завдяки дотриманню ними правил чесної гри.

Першою, другою й третьою владою є, відповідно, законодавча, виконавча та судова гілки влади. Томас Карлайл приписує походження терміна Едмунду Берку, який використав його під час дебатів у британському парламенті в 1787 році щодо відкриття пресової звітності Палати громад Великої Британії.

## Історія
Термін вперше вжив Томас Карлайл. Іноді авторство приписують Жану-Жаку Руссо. Перша друкована згадка в сучасному сенсі — Томас Маколей. Оскар Уайльд згадував «журналізм» в даному значенні.
З роботи «Четверта влада як соціологічна категорія»:

За допомогою масової інформації можна впливати на громадську думку як стан масової свідомості. Масові комунікації сприяють тим самим найкращій реалізації цілей суб'єктів соціальних інтересів. Цей факт став підставою виникнення терміна «четверта влада», яка наділяє масові комунікації якимись особливими владними повноваженнями.

У СРСР термін уживався виключно щодо західної періодики. Вперше стосовно радянської журналістики дане словосполучення вжив Додолєв Євген Юрійович в газетах «Московський комсомолець» і «Московська правда» у 1986 у (в публікаціях про таке явище як гласність).
Той факт, що за офіційною доктриною преса не мала самостійний вплив і сприймалася лише як інструмент комуністичної партії, але це не означало, що самі журналісти не відчували власну значущість.

Проте модель «четвертої влади», у розумінні радянських журналістів, означала не зовсім те, чого навчають американських студентів у школах журналістської майстерності. Відповідно до глибоких історичних коренів традиції мас-медіа вони вбачали своїм завданням не інформування публіки або формування достовірної картини реальності, але й у просвіті, агітації та організації мас в ім'я справжніх цінностей та ідеалів.

У всіх підручниках радянських часів автори не забували підкреслювати важливість газет для пропагандистської системи, які служили її фундаментом і найважливішим носієм інформації. Радіо грало особливу функцію повсякденної організації реальності навколо ритуалів, планування, організація яких відбувалася централізовано. Відомо, наприклад, що аж до реформаторських вісімдесятих програми на радіо починалися о шостій ранку — і в багатьох готелях, гуртожитках, комунальних квартирах і навіть житлових комплексах радіо не можна було вимкнути, воно було неминуче, як фабричний гудок.

Медіатизація суспільства є закономірним процесом у контексті дефіциту соціальних інститутів і початок цього процесу відзначено було корекцією рейтингів політиків за допомогою ЗМІ. Кар'єра Бориса Єльцина на президентському етапі будувалася як маніпуляція пресою в противагу партійним інститутам.
У сучасній Росії вплив ЗМІ на суспільство як четвертої влади іноді ставиться під сумнів.
Тим не менше

преса не без підстав відчуває себе такою. Досить згадати Томаса Джефферсона, який сказав одного разу, що якби йому довелося як громадянину вибирати життя з урядом без преси або життя з вільною пресою, але без уряду, він вибрав би останнє.

## Концептуальне
Є думки, що журналістика є четвертою владою (якщо гіпотетично припустити, що така можлива) тоді і тільки тоді, коли вона не є самою собою'.
В контексті глобалізації деякі експерти називають владу преси першою, а не четвертою.